# Joanne Linville
Joanne Linville (n. 15 ianuarie 1928, Bakersfield, California, SUA – d. 20 iunie 2021, Los Angeles, California, SUA) a fost o actriță americană de film.

## Date biografice
Între anii 1962 și 1979 a fost căsătorită cu Mark Rydell, având doi copii.

## Filmografie
- 1950: Copper Canyon
- 1956: The Kaiser Aluminum Hour (TV-Serie)
- 1968: Star Trek (TV-Serie)
- 1957: The Alcoa Hour (TV-Serie)
- 1973: Columbo: Candidate for Crime
- 1979: Mrs. Columbo
- 1981: Behind the Screen (TV-Serie)
- 1982: The Seduction
- 1982-1983: Dynasty (serial TV)
- 1986: The Right of the People
- 1988: L. A. Law (TV-Serie)
- 1989: From the Dead of Night
- 2001: James Dean
- 2005: Beyond Lovely